# Kaspar Rostrup
 Der er flere personer med dette navn, se Kaspar Rostrup (snedkermester).
Kaspar Rostrup (født 27. april 1940 på Frederiksberg) er en dansk instruktør og skuespiller.
Rostrup er uddannet skuespiller fra Det Kongelige Teaters og Aarhus Teaters Elevskole i 1966. Efter endt uddannelse var han kunstnerisk leder af forsøgsteatret Vestergade 58 i Århus frem til 1968. I begyndelsen af 1970'erne var han instruktør for flere tv-serier og teaterstykker. I 1981 debtuerede han som filminstruktør med Jeppe på bjerget. I 1984 blev han direktør for Gladsaxe Teater, hvor han skabte begrebet totalteater. Han blev i 1992 tilknyttet Nordisk Film.
Det var som instruktør af Dansen med Regitze fra 1989 og tv-serien Bryggeren i 1996, at Rostrup for alvor fik sit folkelige gennembrud. Dansen med Regitze fik Bodilprisen for bedste danske film og Robert for årets danske spillefilm i 1989, samt en Oscarnominering for bedste udenlandske film.

## Udvalgt filmografi

### Som skuespiller
- Rikki og mændene (1962)

### Som instruktør
- Woyzeck (1968)
- Aladdin eller Den forunderlige lampe (tv-serie, 1975)
- Jeppe på bjerget (1981)
- Dansen med Regitze (1989)
- Bryggeren (tv-serie, 1996)
- Her i nærheden (2000)

## Priser og hæderbevisninger
- 2015: Reumert (for Glasmenageriet, Folketeatret)[1]
- 2017: Hæders-Reumert (